# Drino trinidadensis
Drino trinidadensis är en tvåvingeart som beskrevs av Thompson 1966. Drino trinidadensis ingår i släktet Drino och familjen parasitflugor. Inga underarter finns listade i Catalogue of Life.